# Pattern 1914 Enfield
Il Rifle, .303 Pattern 1914 (o P'14) è stato un fucile bolt-action inglese della prima metà del XX secolo. Servì sempre come arma di seconda linea o come fucile di precisione fino al suo definitivo ritiro dal servizio nel 1947. L'arma è da considerarsi come la versione definitiva (in calibro .303 British) del fucile sperimentale P'13 (nel calibro anch'esso sperimentale. 276 Enfield), poi ulteriormente aggiornata e prodotta negli Stati Uniti sotto il nome di U.S. Rifle M1917 Enfield. L'arma viene spesso ascritta alla famiglia Lee-Enfield, data la sua origine inglese, ma in realtà sarebbe più corretto considerare il P'14 un derivato del Mauser G98 tedesco.

## Storia e produzione

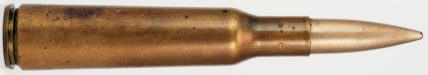
Munizione .276 Enfield (7 × 60 mm)

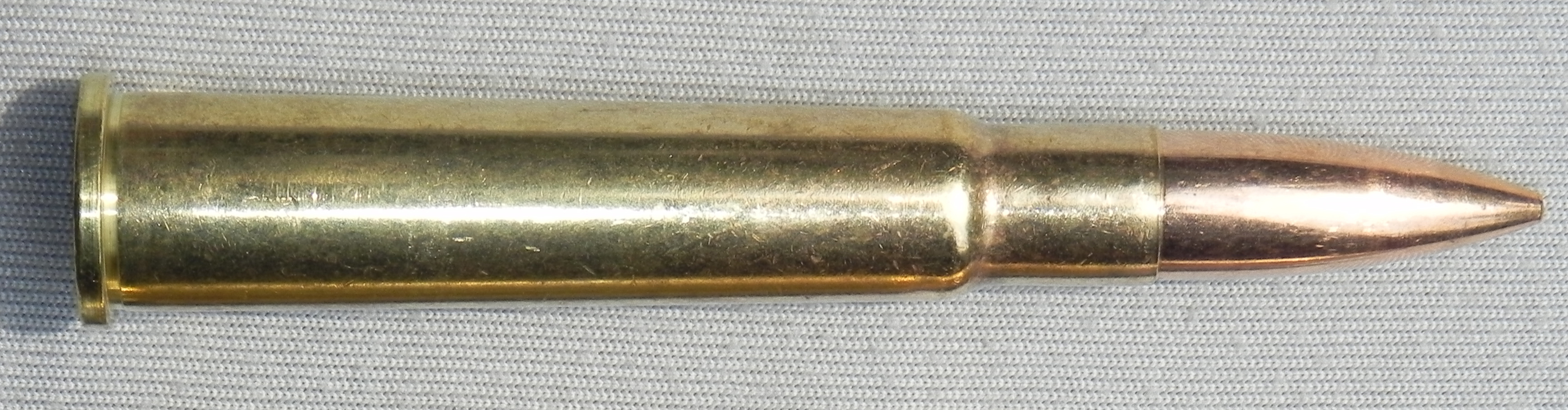
Munizione .303 British (7.7 × 56 mm R) a cui fu adattata la meccanica del P'14

Durante la Seconda guerra boera gli inglesi si trovarono faccia a faccia con i Mauser M93 e M95 camerati per la munizione 7 × 57 mm Mauser. Questo proiettile ad alta velocità di piccole dimensioni spinse gli inglesi a sviluppare il loro personalissimo proiettile .276 Enfield nel 1910. Si passò quindi a realizzare un fucile che potesse impiegare questo proiettile, usando però l'azione di un M98 tedesco invece che quella classica di un Lee-Enfield.
Il principale produttore, la Vickers, non fu in grado di produrre l'arma su ampia scala, pertanto il Lee-Enfield rimase in servizio per entrambe le guerre mondiali, rendendo il P'14 un fucile de facto superfluo.

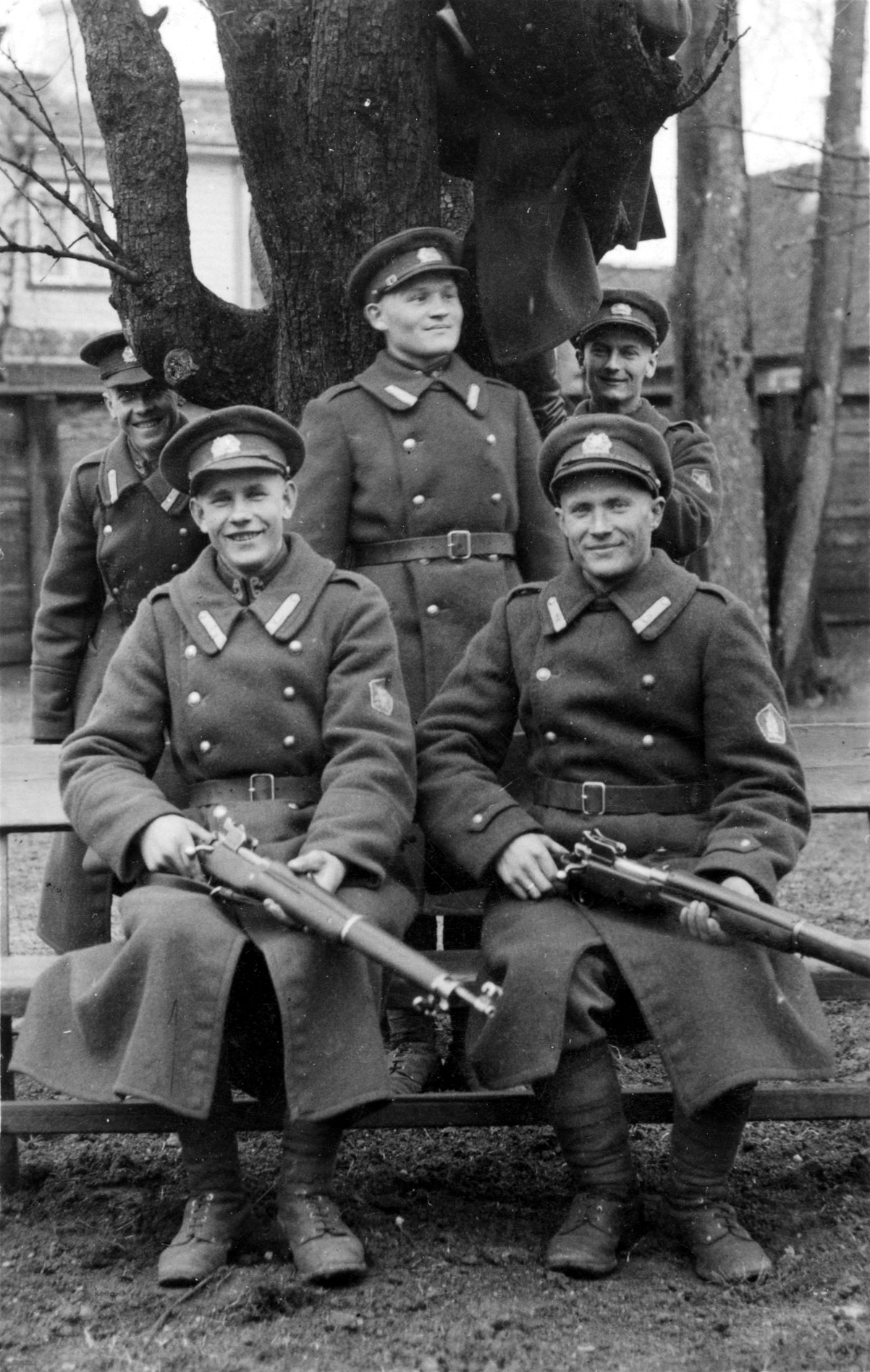
Partigiani estoni armati di P'14 nel 1940

La necessità di ulteriori armi portatili costrinse i britannici a rivolgersi ai produttori di armi statunitensi (in particolare Winchester, Remington e Eddystone) per produrre i P'14 prima dell'entrata in guerra degli Stati Uniti nel 1917. Vennero fuori numerosi problemi con le specifiche dell'arma, i macchinari erano pochi e i lavoratori che sapevano operarli ancora meno, con il risultato che i primi fucili accettati dagli ispettori britannici non arrivarono prima del 1916 (due anni dopo il previsto). La modifica dell'otturatore (che venne allargato e rinforzato) portò alla nascita del Pattern 14 Mk. I*. Il problema era che ogni fabbrica produceva parti lievemente differenti e questo portò a incompatibilità delle parti; il problema più grande fu causato dalla Winchester che per mesi rifiutò di adattarsi al nuovo standard Mk. I*.
Dati i diversi produttori, la designazione ufficiale dei fucili presenta alcune variazioni: un Pattern 1914 Mk. I W era prodotto dalla Winchester, mentre un Mk. I R dalla Remington e un Mk. I ERA dalla Eddystone (che risultava comunque una sottodivisione della Remington).
Il primo uso che si fece del P'14 durante la prima guerra mondiale fu quello di fucile di precisione, data la maggiore precisione rispetto al Lee-Enfield. I modelli intesi per l'uso di precisione montavano un mirino ad apertura e la loro designazione ufficiale era Pattern 1914 Mk. I W (F) o Mk. I* W (F). Dall'Aprile 1918 si cominciarono a montare delle ottiche telescopiche Aldis Pattern 1918 e questi fucili presero la denominazione Pattern 1914 Mk I* W (T), prodotti quasi tutti dalla Winchester considerati i buoni risultati di tali armi. Alla fine la Winchester produsse un totale di 235.298 fucili, la Remington 400.000 e la Eddystone altri 600.000 per un totale di 1.235.298 fucili.
Quando gli Stati Uniti entrarono in guerra, il P'14 fu modificato e standardizzato dallo U.S. Ordnance Departmente ed entrò in produzione negli stessi stabilimenti di Winchester, Remington e Eddystone con la nuova denominazione U.S. Rifle M1917 Enfield. Camerato per la munizione .30-06 l'arma arrivò persino a superare l'M1903 come numero di esemplari prodotti.
Nel 1926 il P'14 venne rinominato N°3 Mk. I sul modello dei fucili della famiglia Lee-Enfield.
Prima e durante la Seconda guerra il P'14 fu usato in Gran Bretagna prevalentemente come arma di retroguardia. Le modifiche apportate dal Weedon Royal Ordnance Depot consistettero nella rimozione del mirino parabolico (volley sight) e nella riparazione di eventuali danni. Subito dopo l'evacuazione di Dunkerque e la perdita di grandi lotti di armi nel 1940 le scorte di N°3 Mk. I divennero improvvisamente estremamente utili. Sebbene in forma diversa, l'arma rimase attiva come fucile di precisione. Gli Stati Uniti inviarono in Gran Bretagna un gran numero di M1917 come parte del programma di aiuti, ma il calibro .30-06 limitò il loro utilizzo e richiedeva una chiara identificazione tramite una banda rossa sul calcio. Una volta rimpiazzate le perdite di Lee-Enfield, i P'14 tornarono al loro ruolo di arma di retroguardia o fucile di precisione.
Il P'14 fu considerato obsoleto e definitivamente ritirato dal servizio attivo nel 1947. I fucili rimasti furono venduti sui mercati civili del Commonwealth, in Canada, Nuova Zelanda, Australia e Sud Africa in particolare, dove erano particolarmente apprezzati per il tiro al bersaglio o la caccia.

## Dettagli

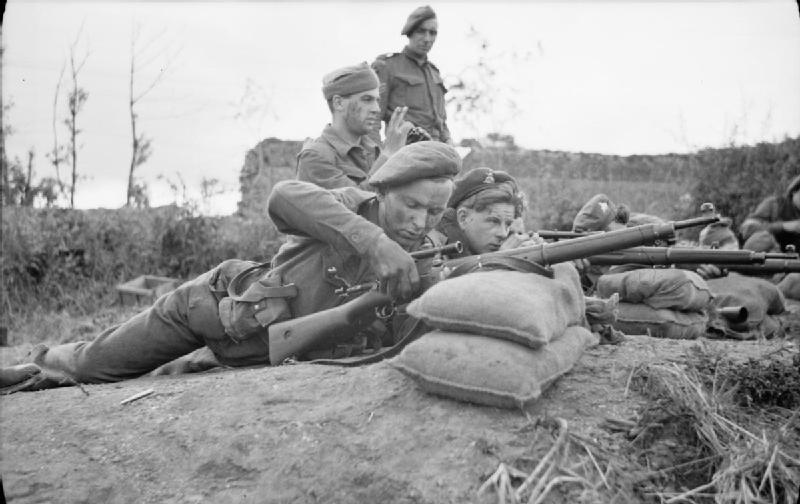
Cecchino inglese in Francia, 1944

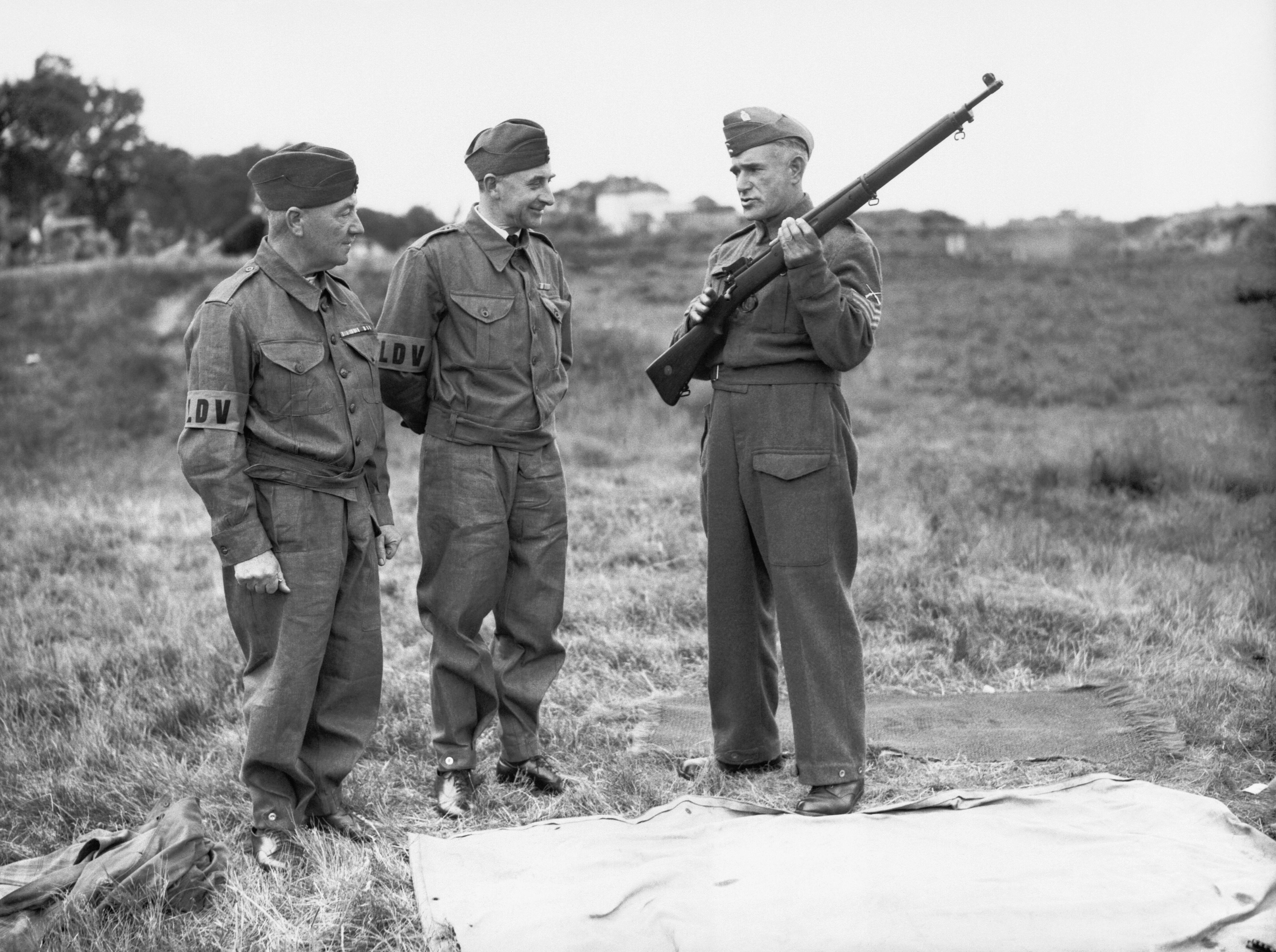
Soldati della Guardia nazionale vengono addestrati all'uso di un P'14 durante la seconda guerra mondiale

L'arma è distinguibile per le ali di protezione del mirino  e per la "pancia" presente nella calciatura per alloggiare il caricatore integrale. L'azione dell'arma era praticamente una copia di quella Mauser, ma si decise di mantenere la modalità di armamento in chiusura che velocizzava il tiro (caratteristica non particolarmente apprezzata dalle altre nazioni ma particolarmente cara agli inglesi). Le azioni con armamento in apertura, infatti, tendono a diventare più dure da azionare in quanto, oltre a dover comprimere la molla del percussore, nello stesso movimento devono anche operare per estrarre il bossolo dalla camera. Il P'14 veniva considerato il fucile più avanzato disponibile ai tempi della Grande guerra.
Il P'14 presentava un otturatore piuttosto massiccio con una corsa molto lunga, adatto a gestire la potenza del .276 Enfield. L'otturatore presenta un estrattore a unghia analogo al G98 tedesco con due tenoni di chiusura e un tenone di sicurezza che si bloccava in uno scavo nel castello. La leva di armamento è più lunga di altri fucili e va a posizionarsi vicina alla mano del tiratore, permettendo un azionamento dell'arma estremamente fluido. Come nel Lee-Enfield la sicura va a trovarsi accanto al pollice quando si impugna il fucile.
A causa dell'idea iniziale di usare munizioni. 276 Enfield, più grandi in diametro del. 303, l'arma può alloggiare 6 colpi, anche se alla fine i soldati caricavano una sola stripper clip da 5 colpi nell'arma. Il P'14 non presenta una lamella per il caricamento singolo, come molti altri fucili coevi.
Il fucile presentava una diottra posteriore tarata sulle 300 iarde secondo le specifiche della .303 British Mk. VII con una mira a scala flip-up tarata dalle 200 alle 100 iarde in incrementi da 100. Il movimento verticale lungo la scala impedisce la regolazione in deriva. La mira posteriore era protetta da due grandi ali e si rivelò più efficace e semplice da usare rispetto alle tradizionali mire poste a metà dell'arma dopo il castello (come nei Mauser, nei Lee-Enfield e nelle mire Buffington degli M1903). La mira anteriore era una semplice lama protetta da due ali che veniva tarata e fissata in posizione in fabbrica. L'arma presentava inizialmente un mirino parabolico, ma questo venne rimosso subito dopo la prima guerra mondiale in quanto ritenuto superfluo. La distanza fra gli organi di mira (più lunga del normale) contribuì alla notevole precisione dimostrata da questi fucili rispetto all'altro fucile di servizio inglese.
La maggiore precisione e resistenza del P'14 sul Lee-Enfield aveva però come costo un peso maggiore (3,91 kg) e un caricatore da 5/6 colpi invece che 10. La Guerra boera aveva spinto gli inglesi a creare un fucile preciso sulle lunghe distanze ma più lento da azionare del Lee-Enfield. La prima guerra mondiale, combattuta spesso su brevi distanze, permetterà al Lee-Enfield di dimostrare la sua superiorità nel rateo di fuoco, ben più importante della precisione nel combattimento in trincea.

## Utilizzatori

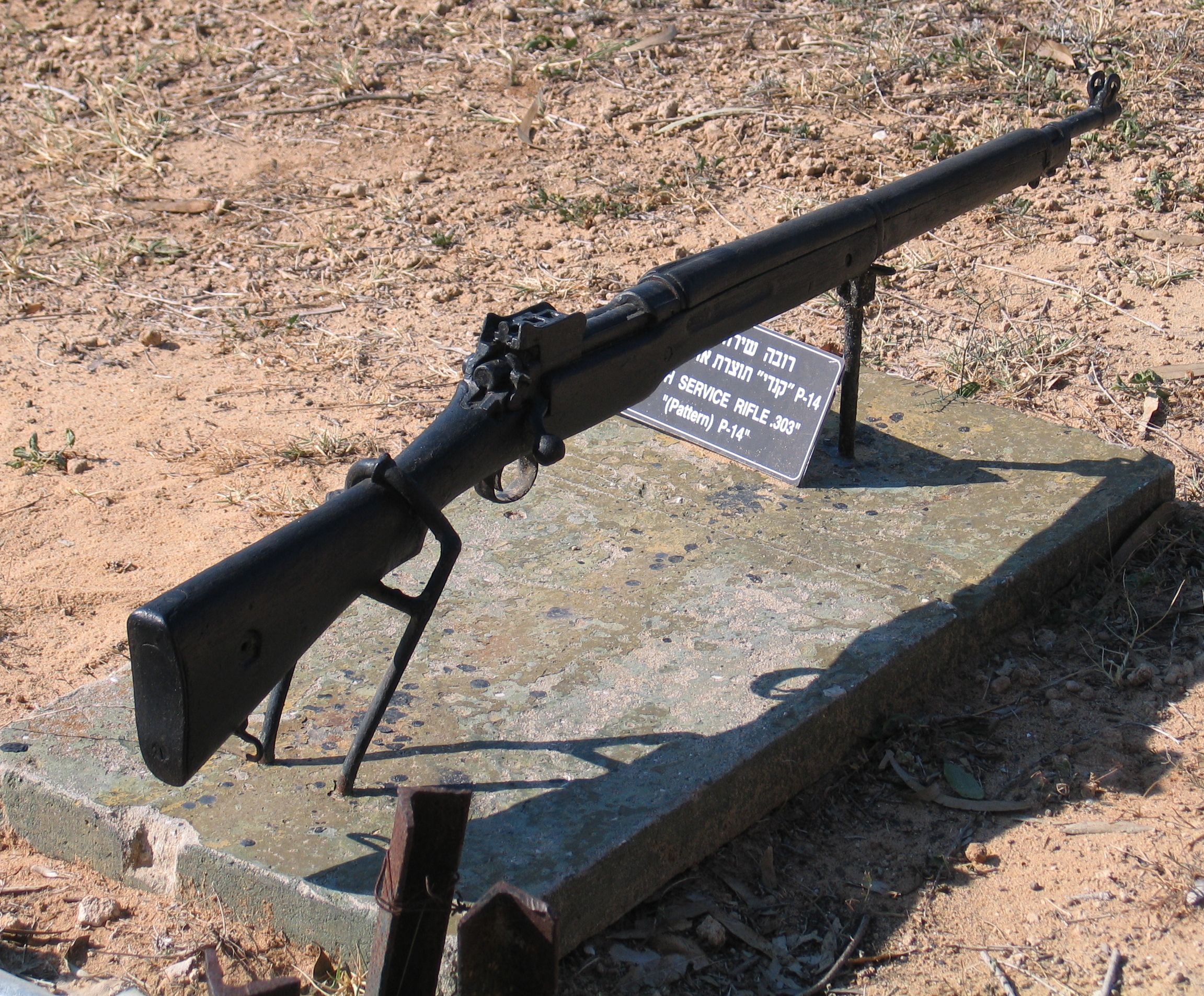
Un P'14 israeliano al sito di addestramento Yad Mordechai

- Afghanistan[7]
- Gran Bretagna
- Canada
- Estonia
- Lituania
- Lettonia
- Groenlandia
- India
- Israele
- Lussemburgo
- Norvegia
- Filippine
- Polonia
- Unione Sovietica
- Stati Uniti